# Gemeinsprache
Der Ausdruck Gemeinsprache wird in unterschiedlicher Bedeutung verwendet:
- Gemeinsprache (auch Allgemeinsprache[1]) ist eine (idealtypisch) allen Angehörigen einer Sprachgemeinschaft verständliche Sprache – im Gegensatz zum Dialekt und zu Fachsprachen –, auch „allgemeiner Sprachgebrauch“ oder (nicht unbedingt in derselben Bedeutung) „Alltagssprache“[2] bzw. „Umgangssprache“ genannt.[3]
- Gemeinsprache wird auch als Lehnübersetzung und Synonym für den linguistischen Terminus Koine verwendet.
- Gelegentlich werden für gemeinsame Merkmale untereinander verwandter Sprachen Bezeichnungen wie gemeinromanisch, gemeingermanisch, gemeinindogermanisch oder gemeinsemitisch verwendet. Meist decken sich solche Bezeichnungen jedoch mit den üblicheren Begriffen urromanisch, urgermanisch, urindogermanisch und ursemitisch.